# Brimborium
Brimborium es un álbum remix de la banda alemana de Industrial KMFDM. Fue lanzado el 19 de febrero de 2008 por el sello Metropolis Records y KMFDM Records.
En este disco aparecen 13 canciones y su duración es 73 minutos. La mayor parte del disco son remixes de canciones del disco de 2007 Tohuvabohu, también hay un remix de una canción de Hau Ruck y una nueva canción titulada "What We Do For You" (¿Qué hacemos por ti?). Para esta canción Sacha y Lucia decidieron hacer un concurso en el 2007 antes de la edición de Tohuvabohu, consistía en que los fanes dejen un mensaje por teléfono y estos harían los arreglos pertinentes para formar una canción con algunos de ellos, para el disco predecesor. Debido a que recibieron miles de llamadas, no solo de EE. UU. sino de Rusia, México, Israel, UK e incluso de su propio país, Alemania, decidieron poner algunos de ellos en este disco. Al final, no los acompañaron con música.
Los remixes están realizados por otros grupos consagrados en la música industrial como Die Krupps y Combichrist, generalmente aceleran los bits y se acercan más al dance que al metal. En cuanto al nombre del disco, Brimborium traducido del alemán al español significa "algo que no tiene significado o valor".

## Listado de canciones
Las canciones que aparecen en el disco son:
1. "Tohuvabohu (MS-20 Mix by Combichrist)" – 4:46
2. "Looking for Strange (Super Strange Mix by Die Krupps)" – 5:28
3. "Superpower (Buttfunk Mix by Käpt'n K.)" – 4:13
4. "Headcase (Hallowe'en Remix by Jules Hodgson)" – 4:24
5. "Tohuvabohu (Ex Nihilo Mix by Angelspit)" – 4:45
6. "I Am What I Am (The One and Only Mix by Steve White)" – 6:26
7. "Looking for Strange (All Strung Up Mix by Velox Music)" – 6:30
8. "Saft und Kraft (Saft und Crack Mix by DJ? Acucrack)" – 5:47
9. "Not in My Name (Check Yourself Mix by 16Volt)" – 5:40
10. "Headcase (Fix Mix by Angelspit)" – 4:14
11. "Spit or Swallow (Electric Stomp Mix by Velox Music)" – 4:54
12. "You're No Good (Zomb'd Out Mix by Zombie Girl)" – 6:46
13. "What We Do For You" – 9:14